# 숀 케네디

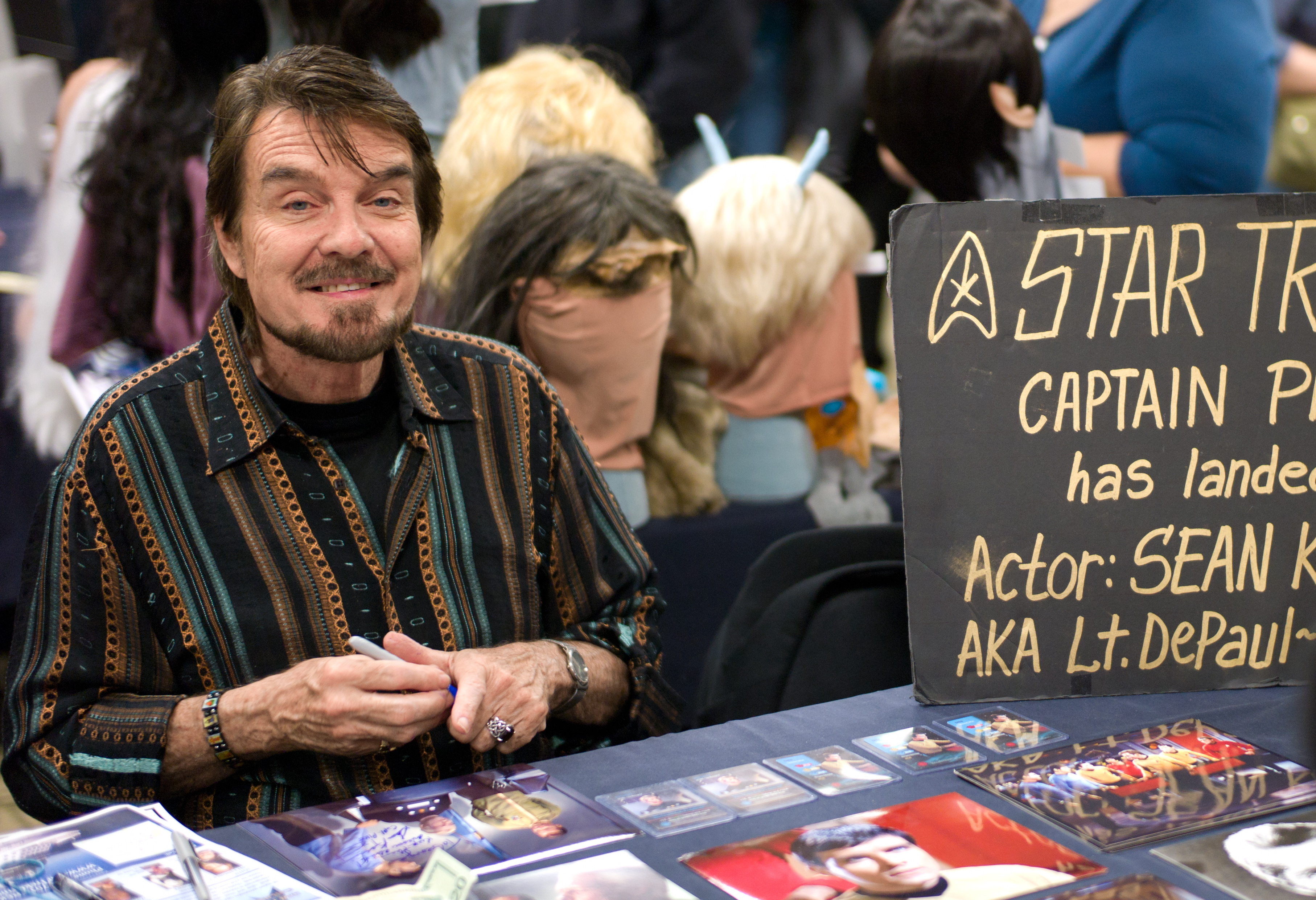
숀 케네디

숀 케네디(Sean Kenney, 1944년 3월 13일 ~ )는 미국의 사진가, 배우이다.

## 출연 작품
- The Toy Box (1971)
- 청춘 파티 (1976, Slumber Party '57)